# 若羌国
若羌国，婼羌国，西域三十六国之一，属西域都护府。在今新疆维吾尔自治区若羌县东南，一说在今青海达不逊淖尔一带。中国古代西域国家名称，为婼羌人的一支所建立。
若羌是西羌的其中一支。原来游牧于祁连山内外，河西走廊张掖、酒泉南山诸水流域，弱水上游及其以西地区。汉文帝初，匈奴向河西扩张，迫使其大部西迁至楼兰以西到葱岭以南的广大山区，其分布地东西长达7000多里，在阳关西南至于阗南山谷间“千八百里”建立国家，成为西域三十六国之一。余众西迁至新疆南部靠近昆仑山、阿尔金山地区至葱岭间，与葱茈、白马、黄牛等羌错居，是丝绸之路南路所经要冲。西汉中期仍有种人留居河西。
婼羌人与匈奴的休屠王、浑邪王分地相邻，役属于匈奴。汉朝大将霍去病西征匈奴，休屠王和浑邪王准备投归汉朝时，部分婼羌人也脱离匈奴，归附于汉朝。张骞通西域后，其首领婼羌国王被汉朝册封为去胡来王，取去胡戎来附汉之意，后裔世代承袭。西汉时人口仅1750余人，450户，养兵500人。西汉神爵二年（前60年），始属西域都护。
婼羌势力盛时，其地东达小宛、且末，西临渠勒，南及戎卢、于阗、难兜，西北至鄯善。包括昆仑山北麓至葱岭以西狭长地带。婼羌随畜逐水草，经济以畜牧业为主，无农业生产，国民口粮依靠鄯善和且末供应，但其地有铁矿，会冶铁锻造兵器，兵器有弓箭、长矛、短刀、剑甲。汉宣帝时，酒泉太守辛武贤部下有婼羌兵，即其族人。